# 羽根モノ
羽根モノ（はねモノ）とは、2004年7月の規則改正前まで「第2種」と区分されていたパチンコ遊技機の区分のひとつで、台の下方に設けられた開放チャッカーに入賞することによって、台中央に設けられた役モノへのルートが開き、その役モノ内部に設けられたV入賞口（Vゾーン）に玉が入れば大当たりとなるパチンコ台の総称。デジパチ（セブン機）、権利物機と区別して呼ぶ。規則改正前の慣例から現在でも「第2種」、「旧第2種」と呼ばれる場合もある。
「平台」「一般台」と呼ばれることもあるが、こちらは普通機と羽根モノを総称した言い方であり、羽根モノ自体を指す訳ではない。また、元は現金機としての供給が主流であったが、現在はCR機としての供給が主流となっている。
SANKYO、西陣、大一商会、京楽産業.、ニューギン、マルホン工業、奥村遊機、三洋物産などのメーカーが積極的に羽根モノを手掛けてきたが、デジパチ全盛の現状では発売するメーカー・機種ともに非常に少なくなってきており、ホールでも見かけること自体が珍しくなっている。
特に西陣は羽根モノの最大手であり、『エレックスD-51』や『レッドライオン』のヒット以降から羽根モノバブルが終わる1992年までは同社の主力機種が羽根モノであった。羽根モノは西陣の機種しか置かないホールがあったり、1990年代中盤までにおける七号転用機の主力も西陣の羽根モノだったりしていた。

## 羽根モノ
開放チャッカーに玉が入賞し、役モノへのルートが開く様が飛行機の羽根のように見えるため「羽根モノ」と呼ばれる。別名「ヒコーキ」とも呼ばれる。

### 創世記
1981年に羽根モノの元祖と言われる『ゼロタイガー』が平和工業から発売された。当初は18回開放、最大8ラウンド継続、入賞数に制限が無く1ラウンドで15～20個の入賞も可能であった。そのため規制が入り、1ラウンドで10個入賞した場合は羽根の開放回数にかかわらず強制的に終了（パンク）するようになった。当時はラウンド間のインターバルも無い為、羽根に拾われた玉が複数同時にV入賞した場合、ラウンドはその分進むという欠点もあった。

### 貯留タイプの登場
1986年登場の『ビッグシューター』（平和工業）から役物内部に球を貯留する機構が搭載された（一定のカウント数で放出され、それがVゾーンに入ることでラウンド継続される）。またビッグシューター以降、貯留を生かし大当たり中の継続をしやすくする機種が発売された。また、ラウンド間のインターバルやタイムラグを利用しダブル・トリプル当たりが発生する機種も登場した。
同じタイプでは『マジックカーペットI』（三共・1988年）もヒットし、大当たり中に使われる背景音楽（BGM）は名曲で、最終ラウンドだけ別のBGMになるという演出はSANKYOの羽根モノにおけるお家芸となった。

### 風営法改正以降
1990年、風営法の改正により羽根モノはそれまで最大継続が8ラウンドから15ラウンド、最大払い出しも13球から15球へ引き上げられた。また同法改正で一発台が廃止されたことで羽根モノの需要は伸びたが『サンダードラゴン』（SANKYO）・『ザ・トキオ』（平和）・『ニューモンロー』（西陣）といった「V入賞率は低いが役物内貯留を多くすることにより大量出玉を出しやすくした」デジパチ並のタイプと『ニュービッグシューター』（平和）や『フライングカーペットⅡ』（SANKYO）といった名機を新要件にリメイクしたものを中心として「V入賞率は高いがパンクしやすく出玉にバラつきのある傾向にある」遊びやすいタイプとの二極化が起きた。

### ラウンド振り分け機種の登場と人気の急落
1993年、『たぬ吉君2』（京楽）が発売されるとそれまでの羽根モノとは違い最大の継続ラウンド数をデジタル演出で事前に決定するようになった。その後も各メーカーでラウンド振り分けを行う機種を販売するようになった。その『たぬ吉君2』は、確率こそ極端に低いが、一度15ラウンドを引けば3回続けて15ラウンドが続くため、1997年までに完全撤去しなければいけない社会的不適合機に羽根モノで唯一指定された。その事もあり、1996年には『たぬ吉君2』の後継機かつ同じ役物を持った『玉ちゃんファイト』（1996年）が発売され、『たぬ吉君2』の代替機として一定の需要を獲得した。
後を追うように『ファインプレー 』（マルホン工業・1994年）や『ヘブンブリッジ』（西陣・1995年）といったラウンド振り分け機能を持った名機も輩出した。
しかし、当時『フィーバーパワフルIII』（SANKYO）、『ダービー物語』（平和）に代表される保留連荘機の登場やCR機の登場によって確率変動機能つきのパチンコが登場したため、羽根モノは、一般的なデジパチよりも大当たり1回あたりの出玉が少なく、ラウンド振り分け機種の販売で大勝ちしにくいため人気は急降下した。また人気の急降下を受けメーカーも販売機種を徐々に羽根モノからCR機に移行した。
また、『CRレレレにおまかせ!』（大一・2003年）は、羽根モノで初めてフルカラー液晶演出が付いた機種であり、大一と契約している大型版権にあたる「天才バカボン」のスピンオフで、冬の時代に出た羽根モノとしては珍しくヒットした。

### 風営法再改正と人気の復活
2005年から規則規定で、新規則に対応した羽根モノタイプの機種が登場（第1弾は大一商会の『CRイヤミのここで一発』）。旧規則のVゾーンが廃止になったため、従来のラウンド中に最低1個以上Vゾーンへ入賞させる必要がなくなり、決められたラウンドまで進むようになった。また、Vゾーン入賞を1ラウンドとカウントするため、最大16ラウンドまでとなった（実際は従来の15ラウンドと変わらない）。
そんな中『（CR）羽根ぱちんこウルトラセブン』『CRA羽根ぱちんこ水戸黄門』（いずれも京楽産業.）のように時短機能を搭載した羽根モノも登場した。近年では昔人気を博した羽根モノのリメイク版が販売されることもあり、手軽にV入賞でき遊べる羽根モノの人気が徐々に回復しつつある。
アムテックスの『CRAトキオ・デラックス』（2011年）は巨大な役物を持ち、ラウンドをデジタルではなくパチンコ玉の動きで振り分ける羽根モノとしては異例のアナログ演出を持った機能を持った機種となっている。

## デジパチ・羽根モノ混合タイプ
2004年7月の規則改定でパチンコ機の区分が廃止になり、旧第1種（デジパチ）と旧第2種（羽根モノ）を区別する必要がなくなったため、両者を融合した機種が登場した。

### 羽根モノメイン
羽根モノの遊技にデジパチの大当たり（直撃大当たり）を付加したものである。ただし、直撃大当たりはオマケ程度（大半の機種で大当たり確率が内規の下限である約400分の1）で、むしろ羽根開放の入賞で保留を有効にしたり、大当たり終了後に時短を付けたりするのが目的であることが多い。
直撃大当たりをゲーム性の中心に据えた『CR羽根ぱちんこウルトラセブン』（京楽産業.）のような例外的機種もあるが、ほとんどの機種で羽根モノのゲーム性自体は残っているため、直撃大当たりのない機種と区分せずに「羽根モノ」と総称される。
パチンコ業界の規制強化にともない、羽根モノへの期待が高まっている。

### デジパチメイン
デジパチの遊技がメインでありながら、ある契機で役物の羽根が開閉し、役物内のVゾーン入賞で大当たりとなる機種もある。代表的な機種に『CR蒼穹のファフナー』（SANKYO、メインデジタルの小当たり当選で羽根が開く）や、『CRアラジンデスティニー』（サミー、大当たり終了後の時短中に電チュー入賞で羽根が開く）などがある。通常「旧1種・2種複合型」と言われる機種はこちらの方である。
STを搭載したデジパチタイプの機種同様に次の大当たりを素早く得られる上に、デジパチタイプと違って役物の構造などで大当たりの難易度を自在に設定できるのが特徴で、このタイプを「Vデジ」と呼ぶサミーが複数の機種を発表した。
しかし2008年に、役物の構造が平易で大当たり継続率が82%という爆裂機の『CR牙狼』（サンセイアールアンドディ）が登場したため、射幸心の抑制のために日本遊技機工業組合が2009年4月より、大当たり継続率66%以下かつ最大賞球数10個以下という新たな規制を課すことになった。ただし2012年4月にこの自主規制が緩和され、ある程度出玉性能を抑えることにより『CR牙狼』と同様のシステムを採用することが可能になった。その第一号が『CRぱちんこAKB48』（京楽産業.）である。